# كتان

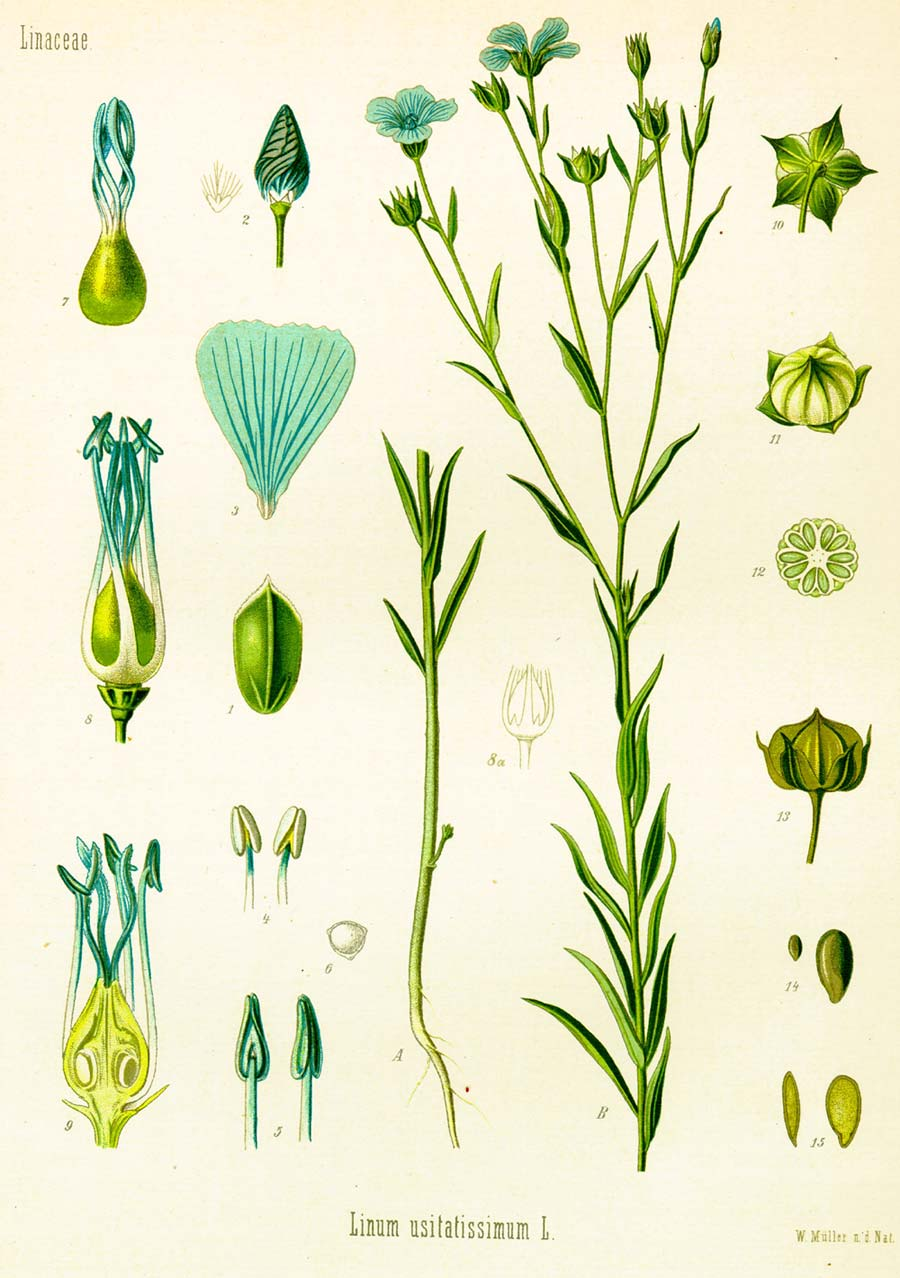
نبات الكتان

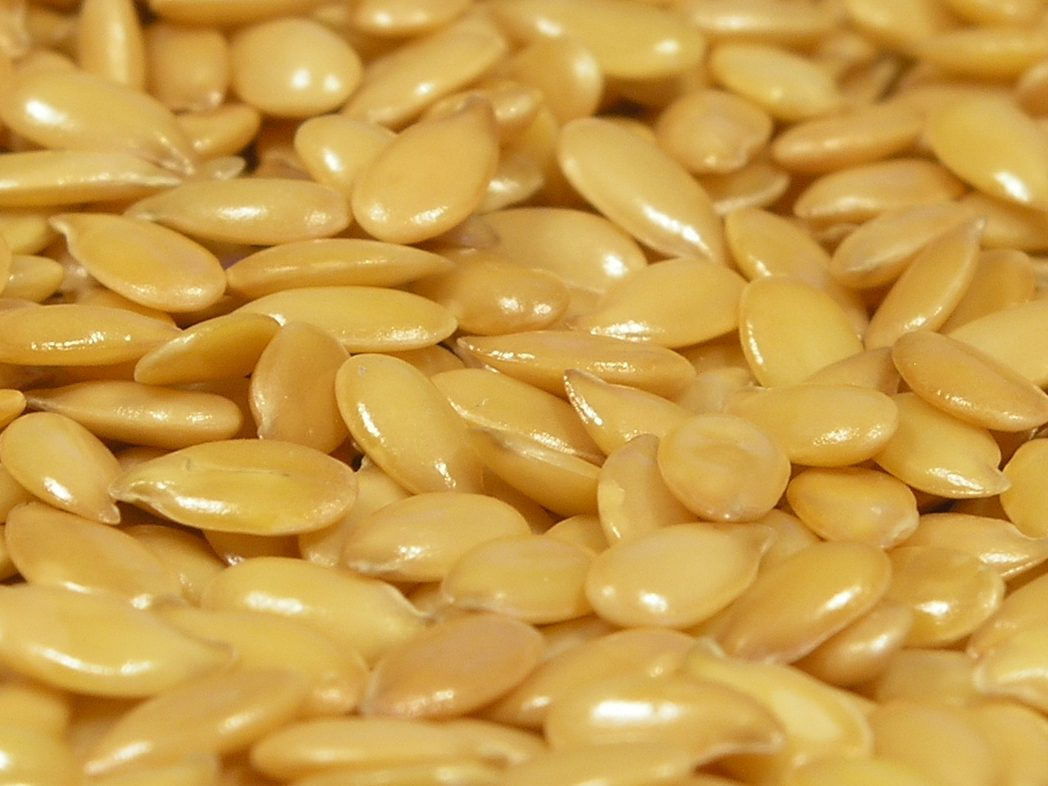
بذور الكتان الزيتية

الكَتَّانُ أو المَلْج أو الرَّازِقِي أو الزَّيْر (بالإنجليزية: Flax)‏، وبذره يُعرف باسم بذر الكَتَّان والمُومة والزَّريعة (بالإنجليزية: linseed)‏، (الاسم العلمي: Linum usitatissimum) نبات حولي من المحاصيل الزيتية ينتمي للفصيلة الكتانية. الموطن الأصلي للكتان يمتد من شرق البحر المتوسط إلى الهند ويعتقد أن بداية استخدامه تمت في منطقة الهلال الخصيب.
الكتان هو نبات حولي أو معمر وينتمي للفصيلة الكتانية، والأجزاء المستخدمة في نبات الكتان هو الزيت والبذور. يصل ارتفاع نبات الكتان إلى حوالي متر وله ساق نحيلة وأوراق، وتتميز زهوره باللون الأزرق، أما البذور فلونها بني. يزرع الكتان في شرق البحر المتوسط إلى الهند ويزرع أيضاً في أوروبا.

## الاستعمال
يزرع الكتان لبذوره. كما قد تستعمل أقسام من نبتة الكتان في عدة صناعات منها القماش، الحبر، الورق، شِباك الصيد، الصابون ومثبتات الشعر. كما قد تستعمل النبتة للزينة في الحدائق.

## الوصف النباتي
النبات قائم، يصل ارتفاعه إلى حوالي المتر، ذو ساق نحيلة وأوراقه رمحية وأزهاره زرقاء، عرف وزرع في مصر القديمة منذ عهد الفراعنة، وصنع منه قماش عرف بقماش الكتان الذي استخدم في التحنيط.

## الموطن الأصلي
الموطن الأصلي لنبات الكتان هو المناطق المعتدلة من المشرق العربي وأوروبا وآسيا. يزرع حالياً في جميع أنحاء العالم من أجل أليافه وبذوره وزيته. وقد زرع الكتان من 7000 سنة على الأقل في الشرق الأوسط ولطالما حظي بتقدير متميز كعشبة طبية.

## معرض صور

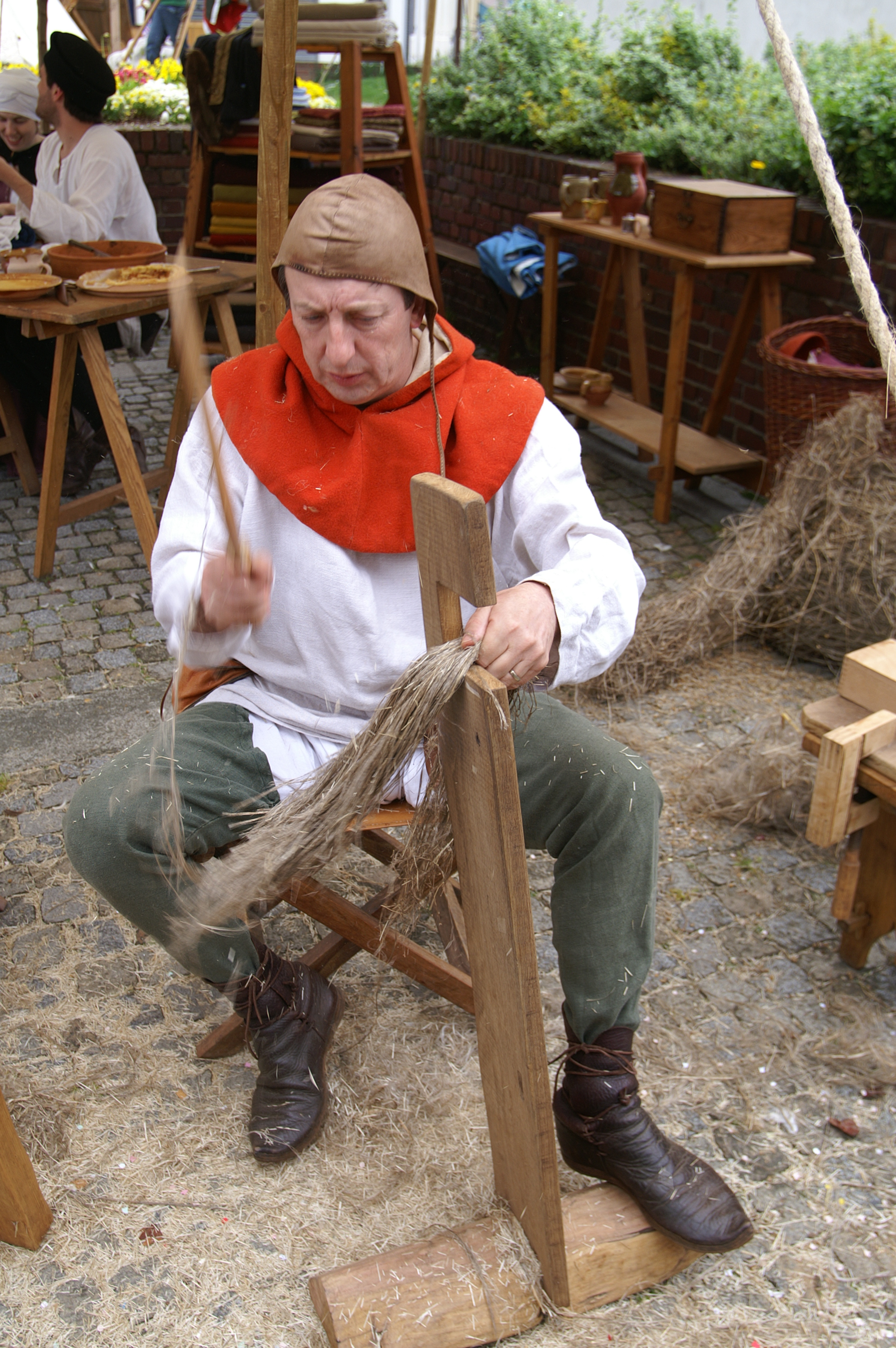
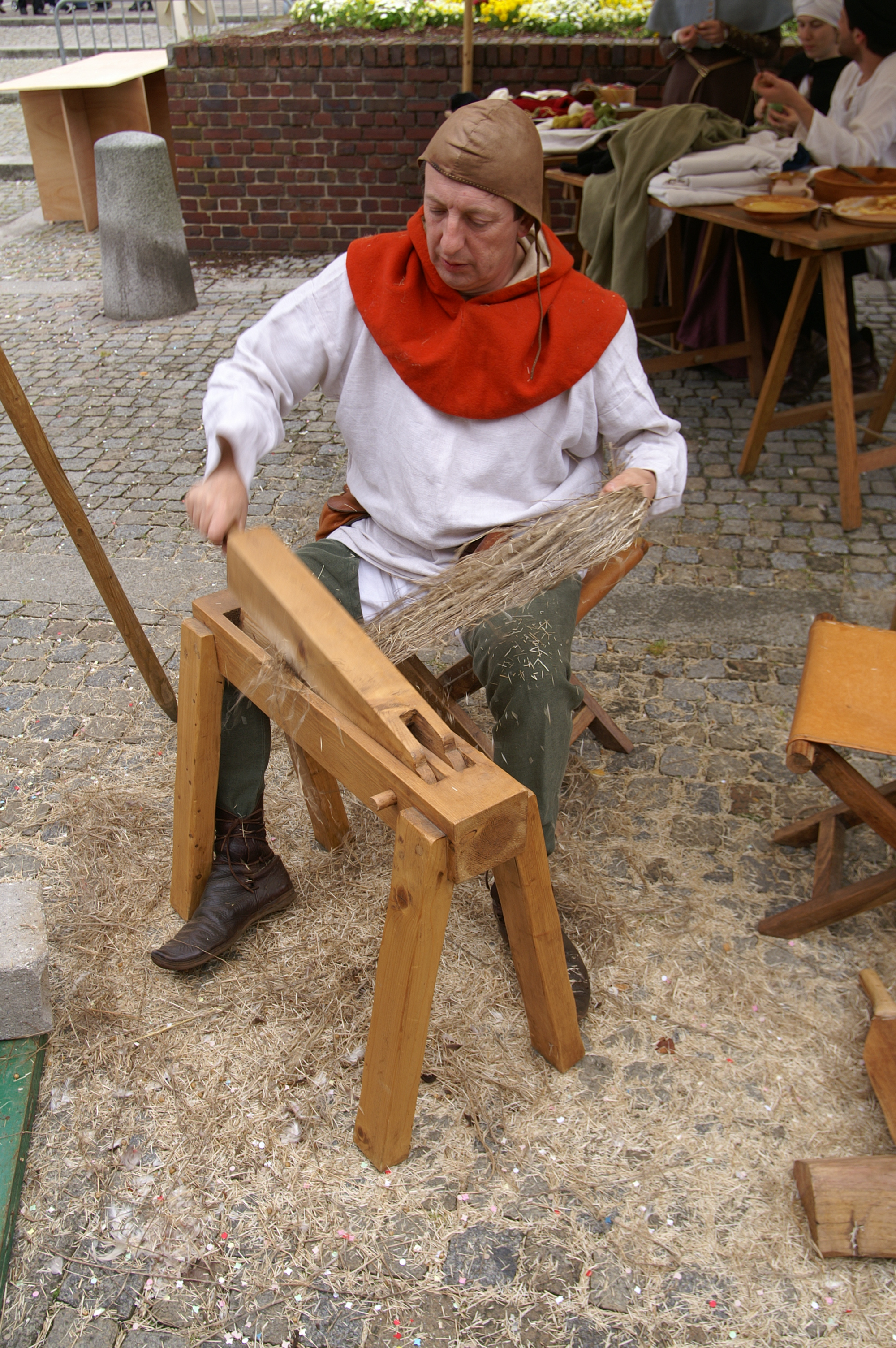
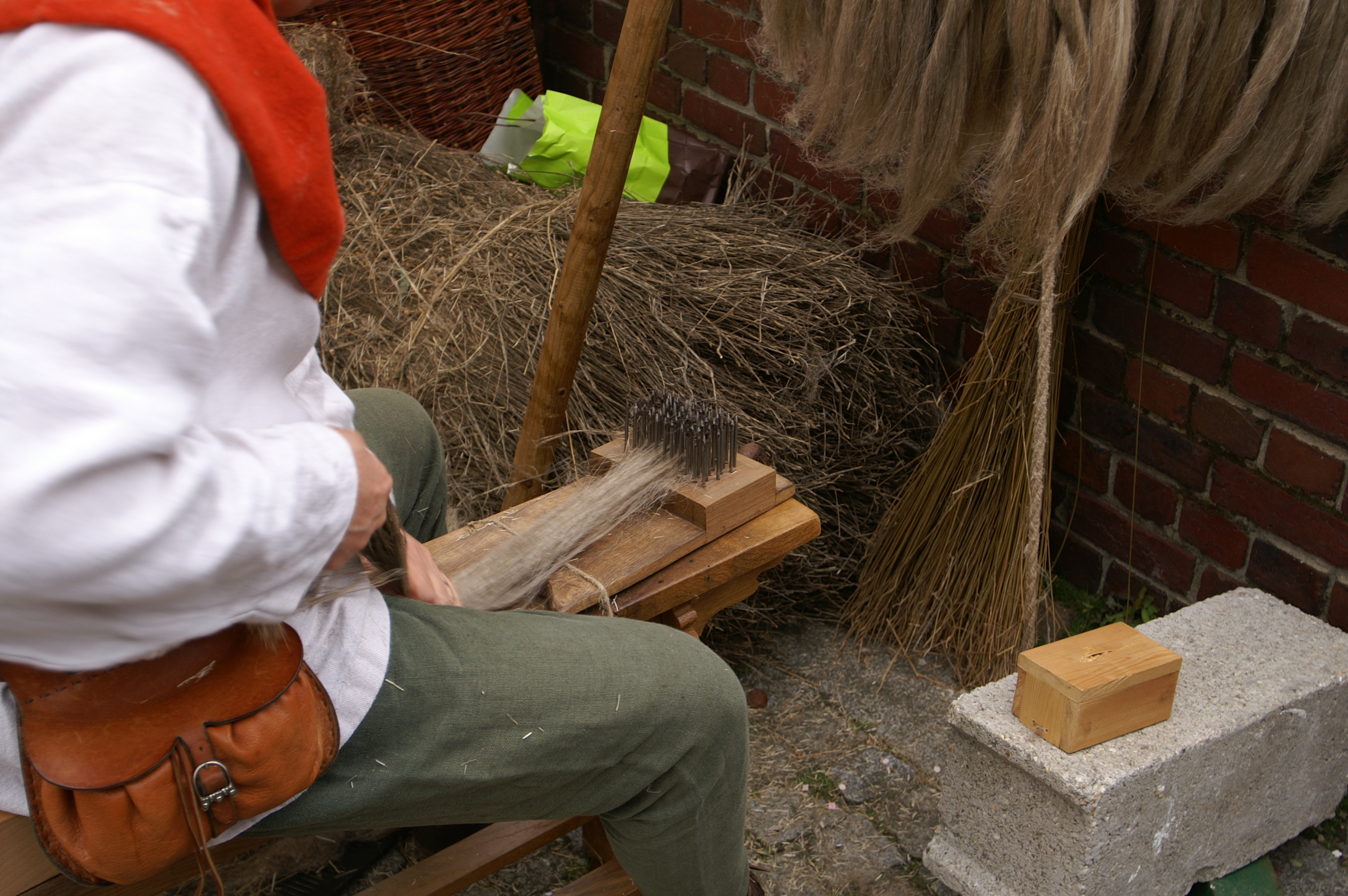
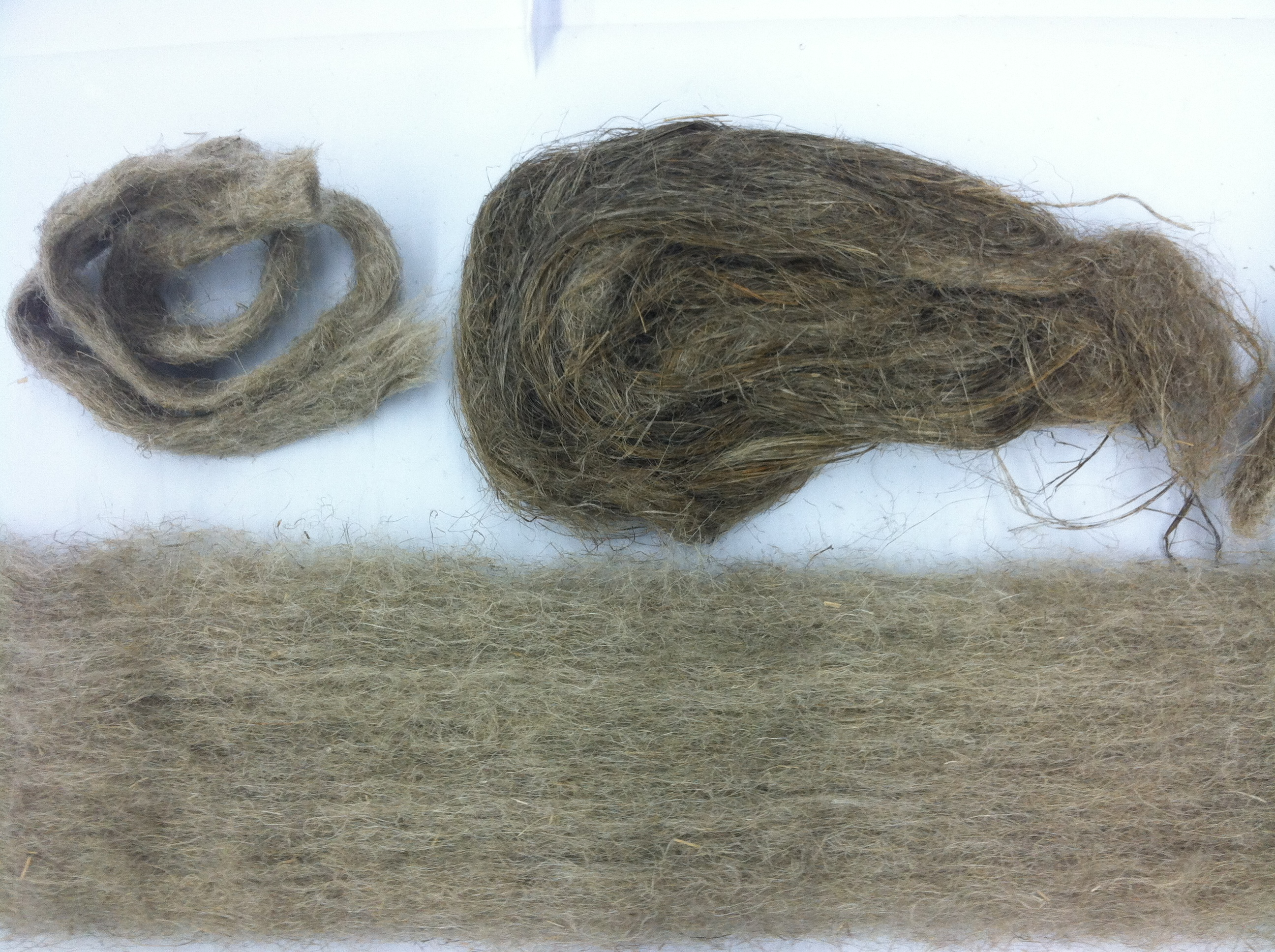

## وصلات خارجية
- العلاج بالكتان
- Flax